# Station Heradsbygd
Station Heradsbyg is een station in  Heradsbygd in fylke Innlandet  in  Noorwegen. Het station ligt aan Solørbanen die inmiddels gesloten is voor personenverkeer. Het station dateert uit 1910 en was een ontwerp van Harald Kaas. 